# 汤立斌
汤立斌（1975年7月—），江苏姜堰人，男，汉族，中华人民共和国政治人物。1995年12月加入中国共产党。

## 生平
1996年8月至1998年8月，任江苏省统计局企业调查队科员。2004年6月至2005年4月，任中国电信股份有限公司研究院工程师。
2007年3月至2008年4月，任株洲市人民政府副秘书长、市政府办党组成员、调研员。2008年4月至2008年9月，任中共芦淞区委副书记、区人民政府副区长。2008年9月至2009年2月，任中共芦淞区委副书记、区人民政府代区长。2009年2月至2011年5月，任中共芦淞区委副书记、区人民政府区长。2011年5月至2013年5月，任中共株洲县委书记。
2013年5月至2015年6月，任共青团湖南省委副书记、党组副书记。2015年6月，任共青团湖南省委书记。
2021年3月，任中共邵阳市委副书记。2023年，汤氏回到长沙，出任中共湖南省直机关工委副书记。